# 백암초등학교 (충남)
백암초등학교는 대한민국 충청남도 부여군 세도면 세도로 257 (청송리)에 있었던 공립 초등학교이다.

## 연혁
- 1969년 3월 1일 세도국민학교 백암분교 설립
- 1969년 12월 5일 백암국민학교 승격
- 1970년 4월 1일 백암국민학교 개교
- 1974년 9월 1일 도덕과 군지정 연구학교 공개
- 1977년 11월 11일 사회과 군지정 연구학교 공개발표회
- 1984년 3월 1일 병설유치원 인가
- 1996년 3월 1일 백암초등학교로 개칭
- 1999년 9월 1일 세도초등학교로 통합